# Сэр Олдингар
«Сэр Олдингар» (англ. Sir Aldingar; Child 59, Roud 3969) — англо-шотландская народная баллада. Известна в двух вариантах, из английского и шотландского источников. Первый содержался в собрании рукописей XVII века, спасённом и опубликованном Томасом Пёрси под названием «Памятники старинной английской поэзии» в 1765 году. Рукопись была фрагментирована, и Пёрси самостоятельно дополнил существующий текст. Позднее, в 1867—1868 годах, Хейлз и Фёрнивелл опубликовали и оригинальный вариант, без авторских вставок. Второй, шотландский вариант записал в исполнении неизвестной старушки Уильямсон Барнет. Эта версия значительно короче, и в ней отсутствуют многие сюжетные детали; её в 1803 году в своём сборнике «Песни шотландской границы» опубликовал Вальтер Скотт.
На русский язык балладу перевёл Игнатий Михайлович Ивановский.

## Сюжет
Сэр Олдингар добивается любви королевы, но та решительно ему отказывает. Оскорблённый, он решает очернить её и устраивает так, что король находит в постели своей супруги бродягу-нищего. Разъярённый супруг намерен отправить королеву на костёр, а нищего — в петлю. Королева говорит о сне, приснившемся ей накануне, как некий зверь уносил её драгоценности, но маленький сокол (merlion — английское название дербника) настиг его и убил. Король разрешает ей найти защитника своей чести, чтобы судебный поединок определил правоту её или сэра Олдингара. На зов откликается рыцарь ростом с пятилетнего мальчика. Несмотря на свои размеры, он отрубает Олдингару ноги по колено. Чувствуя приближение смерти, сэр Олдингар раскаивается, и королева прощает его.
Сюжеты, где благородную даму или королеву ложно уличают в неверности, широко распространён в европейском и мировом фольклоре, а в различных хрониках есть документальные свидетельства подобных случаев. Эту балладу, хотя в ней присутствуют имена, не связывают с конкретными историческими лицами и событиями. Чайлд упоминает скандинавскую балладу с параллельным сюжетом, Ravengaard og Memering, в которой героиней предстаёт Гунхильда Датская. Этот сюжет возникает в испанском романсе Olivia, в chanson de geste Doon l'Alemanz, в легенде о Женевьеве Брабантской, а также в английских романсах Sir Triamour, Erl of Toulouse и Octavian, последний из которых основан на старофранцузском романсе с тем же именем.